# Christian Gottlieb Bruch
Christian Gottlieb Bruch (* 14. Januar 1771, andres Datum 14. Januar 1772 in Pirmasens; † 30. Mai 1836 in Köln) war ein deutscher evangelischer Geistlicher.

## Leben
Christian Gottlieb Bruch entstammte einem pfälzisch-saarländischen Geschlecht, das auf den wadgassischen Propst Hans Thomas Bruch (1560–1627) aus Saarbrücken, der zum Protestantismus übertrat, zurückging.
Er war der Sohn des Apothekers Christian Ludwig Bruch (* 16. Mai 1735 in Bergzabern; † 20. Mai 1784 in Pirmasens) und dessen Ehefrau Marie Luise (geb. Pauli) (* 30. Juli 1730 in Gehlmühle bei Birkenhördt; † 29. Februar 1808 in Pirmasens). Er hatte noch fünf Geschwister, von denen zwei Brüder ebenfalls Apotheker wurden, seine beiden Schwestern verstarben noch im Kindesalter. Sein Neffe Johann Friedrich Bruch wurde Geistlicher in Straßburg.
Nachdem er das Gymnasium Zweibrücken erfolgreich abgeschlossen hatte, immatrikulierte er sich an der Universität Marburg (Immatrikuliert am 29. April 1786) und begann ein Studium der evangelischen Theologie, das er an der Universität Jena (immatrikuliert am 22. Oktober 1787) fortsetzte, bis er 1789 das Examen als Dr. phil. bestand.
Zunächst war er als Feldprediger im Regiment Royal Deux-Ponts, bis er zwischen 1794 und 1796 eine Anstellung als Hilfspfarrer fand. Von 1796 bis 1798 war er als zweiter Pfarrer an der evangelischen Kirche zu Trarbach angestellt, hierbei gehörte es zu seinen Aufgaben, als Lateinlehrer tätig zu sein, darauf war er von 1798 bis 1803 in Veldenz tätig.
1803 wurde er zum ersten evangelisch-lutherischen Pfarrer in Köln gewählt, nachdem die Organischen Artikel, die im April 1802 in Kraft getreten waren und den Kölner Evangelischen – damals bestehend aus etwa 650 reformierten und 160 lutherischen Christen – das Recht zur freien Kultausübung zusprachen. Am 21. Mai 1805 konnte, nach den von Ferdinand Franz Wallraf geleiteten Umbaumaßnahmen, die Antoniterkirche für den Gottesdienst eröffnet werden, wobei Christian Gottlieb Bruch eine französische Anbethungs- und Segnungsrede hielt. Die Eröffnungsfeier organisierte er gemeinsam mit Wallraf. Der Gottesdienst für Reformierte und Lutheraner in der Kirche wurde dann von Woche zu Woche abwechselnd vom reformierten Pfarrer Johann Friedlieb Wilsing (1774–1824) und vom lutherischen Christian Gottlieb Bruch abgehalten.
Als der französische Kaiser Napoléon den zu Frankreich gehörenden Kanton Köln besuchte, gehörte auch Christian Gottlieb Bruch zu den geladenen Gästen des Empfangs.
Nachdem die Gemeinde 1815 zur preußischen Landeskirche gehörte, übernahm er die Leitung des Religionsunterrichtes am Gymnasium in Köln; im gleichen Jahr wurde er auch zum Konsistorialrat ernannt. Zwischen 1823 und 1828 war er Superintendent und zwischen 1830 und 1833 übernahm er die Leitung der Höheren Töchterschule der evangelischen Gemeinde in Köln. 
Für sein Engagement wurde Bruch der philosophische Doktorgrad der Marburger Universität und später die Ehrendoktorwürde der Bonner theologischen Fakultät zu teil. Bruch wirkte auch im Rat des Konsistoriums der Provinz Jülich-Cleve-Berg. 
Christian Gottlieb Bruch war seit 1797 in Veldenz mit Katharina Charlotte Friederika (geb. Umbscheiden) (* ca. 1770; † 1832) verheiratet; gemeinsam hatten sie vier Kinder:
- Karl Friedrich Bruch (* 3. Mai 1799 in Veldenz; † 1861 in Mannheim), Kölner Polizeirat und stellvertretender Polizeipräsident, sein Sohn war der Komponist Max Christian Friedrich Bruch;
- Adolf Reinhard Bruch (* 6. September 1802 in Veldenz; † unbekannt);
- Karl Wilhelm Bruch (* 30. September 1807 in Köln; † 29. November 1890 in Minden),  Pfarrer in Meisenheim, Trarbach, Veldenz und Köln, Konsistorialrat und Superintendent;
- Wilhelm Friedrich Bruch (* 1812 in Köln; † 1877), Dr. med, Arzt und Sanitätsrat.

## Kirchliches und schriftstellerisches Wirken
Christian Gottlieb Bruch schrieb 1805 regelmäßig Artikel im Mercure du Département de la Roêr. Er machte sich um die Union von Lutheranern und Reformierten in Köln verdient und veröffentlichte hierzu einige Schriften, dazu publizierte er seiner Freizeit sowohl Gedichte als auch Übersetzungen.

## Mitgliedschaften
- 1814 gehörte er zu den Mitbegründern der Kölner Bibelgesellschaft.
- Er setzte sich auch für die Gründung des Kölner Hilfsmissionsvereins ein.

## Ehrungen und Auszeichnungen
- 1828 wurde ihm von der Universität Bonn die Ehrendoktorwürde verliehen.

## Schriften (Auswahl)
- Vorschlag zur Vereinigung aller christlichen Kirchen. Leipzig 1807.
- Gemälde aus der römischen Geschichte. Köln 1811.
- Viktor Joseph Dewora; Christian Gottlieb Bruch: Wird es nützlich seyn, der katholischen und protestantischen Geistlichkeit an der künftigen ständigen Verfassung der teutschen Provinzen des linken Rheinufers Theil nehmen zu lassen? Köln 1815.
- Zur fünfzigjährigen Amts-Jubelfeier des Herrn Predigers J. A. G. Charlier zu Frechen am 31.10.1817. Köln 1817.
- Predigt am Tage der 33. Reformations-Jubelfeier, den. 31. Oktober 1817. Abends gehalten in der evanglischen Kirche zu Cöln. Köln 1817.
- Die augsburgische Confession: zum Besten der evangelischen freien Armenschule in Cöln am Rhein. Köln 1830.